# Zsaruk bevetésen – A film
A Zsaruk bevetésen – A film (eredeti cím: Reno 911!: Miami) 2007-es amerikai filmvígjáték, ami a Reno 911! – Zsaruk bevetésen című televíziós sorozaton alapul. A filmet a sorozat készítője, Robert Ben Garant rendezte, a forgatókönyvet rajta kívül Thomas Lennon és Kerri Kenney-Silver írta, míg a zenéért Craig Wedren felelt. A történet a sorozatban is szereplő rendőrcsapat kalandjait követi nyomon, akik ezúttal Miamiban kénytelenek bűnt üldözni a helyi rendőrség helyett. A filmben szerepel többek közt Carlos Alazraqui, Mary Birdsong, Robert Ben Garant, Kerri Kenney-Silver és Thomas Lennon.
Az Amerikai Egyesült Államokban 2007. február 23-án debütált a mozikban, Magyarországon 2007. október 8-án jelent meg DVD-n, majd 2009. május 1-jén a TV2-n is bemutatásra került.

## Cselekménye
A film a sorozatban is szereplő héttagú rendőrcsapat kalandját követi nyomon áldokumentalista stílusban. A csapatnak Renoból Miamiba kell utaznia egy rendőrkonferencia miatt, azonban elkésnek, így viszont csak ők nem kerülnek karanténba, ugyanis a többi rendőr vírusfertőzést kapott. A csapat így kénytelen lesz helyettesíteni a helyi rendőrséget annak minden felszerelésével, ami kétballkezességük miatt nem megy túl könnyen.

## Szereplők
| Szereplő                     | Színész              | Magyar hang           |
| ---------------------------- | -------------------- | --------------------- |
| James "Jim" Ronald Dangle    | Thomas Lennon        | Hujber Ferenc         |
| Trudy Wiegel                 | Kerri Kenney-Silver  | Molnár Zsuzsa         |
| Sven Jones                   | Cedric Yarbrough     | Bede-Fazekas Szabolcs |
| James Oswaldo Garcia         | Carlos Alazraqui     | Sörös Sándor          |
| Clementine "Clemmy" Johnson  | Wendi McLendon-Covey | Solecki Janka         |
| Raineesha Williams           | Niecy Nash           | Kocsis Mariann        |
| Travis Junior                | Robert Ben Garant    | Seszták Szabolcs      |
| Cherisha Kimball             | Mary Birdsong        | Vadász Bea            |
| Rendőrfőnök                  | Lennie Loftin        | Várday Zoltán         |
| Körzeti jogász               | Danny DeVito         |                       |
| Miss Acapulco                | Alejandra Gutierrez  |                       |
| Buszsofőr                    | Michael H. Clark     |                       |
| Kevlar mellényes férfi       | Brandon Molale       |                       |
| Cheyenne, a helikopter model | Kathryn Fiore        |                       |
| Aspeni sherrif               | David Koechner       |                       |
| Finnyás irodai dolgozó       | Dave Holmes          |                       |
| Jeff Spoder                  | Patton Oswalt        | Mihályi Győző         |
| Glen, a portás               | Toby Huss            | Maday Gábor           |
| Spring Break-i álomnő        | Cathy Shim           |                       |
| Rogers kapitány              | Ian Roberts          | Katona Zoltán         |
| Aligátor szakértő            | Chris Tallman        |                       |
| Tammy                        | Tamara Fox Meyerson  |                       |
| Ethan, a drogbáró            | Paul Rudd            | Seder Gábor           |
| A drogbáró barátnője         | Marisa Petroro       |                       |
| A drogbáró első túsza        | Kyle Dunnigan        |                       |
| Terry                        | Nick Swardson        | Gardi Tamás           |